# Katherine Bitting
Katherine Golden Bitting (1869–1937) est une botaniste, chimiste et biologiste, née au Canada, dont la famille a émigré aux Etats-Unis alors qu'elle était très jeune.

## Biographie
Katherine Bitting est une collectionneuse célèbre d'ouvrages sur la gastronomie. Elle a collaboré à plusieurs livres avec son mari Arvill Wayne Bitting (1870–1946), expert dans le domaine de la conservation et de la préparation de la nourriture.

## Publications
- Gastronomic Bibliography. San Francisco, 1re  éd., 1939. London (Holland Press limited) 1981, Maurizio Martino Publisher, Mansfield, 1994. Une bibliographie complète de quelque 6 000 travaux — principalement en anglais, français et allemand — des XVe au XXe siècle. Information bibliographique détaillée pour chaque entrée, avec quelques entrées annotées.